# Джулиан Мур
Джулиан Мур (на английски: Julianne Moore) е американска актриса.

## Биография
Джулиан Мур е родена на 3 декември, 1960 г. във Файетвил в щата Северна Каролина. Баща ѝ е военен съдия, а майка ѝ, шотландка, – социален работник в психиатрия. Прекарва ранното си детство в постоянно движение от място на място из целия свят. Завършва школата по сценични изкуства в Бостънския университет и получава бакалавърска степен по актьорско майсторство.
След дипломирането си (през 1983) Джулиан отива в Ню Йорк, където работи в театъра. Също по това време започва да се снима в сериали. Дебютният ѝ филм е „Истории от тъмната страна: Филмът“. Следват малки роли в следващите 4 години, включително в трилъра „Ръката, която люлее люлката“ (1992). За първи път Мур е забелязана от критиката във филмите „Кратки пътища“ (1993), последван от „Ваня на 42-ра улица“ (1994) и „В безопасност“ (1995). Участвайки във филмите „Девет месеца“ (1995), „Атентатори“ (1995) и „Изгубеният свят: Джурасик парк“ (1997), Джулиан Мур бързо се превръща в една от водещите актриси в Холивуд.
Мур започва да се радва на признанието на критиката и публиката през последните години на 20 и първите години на 21 век, получавайки номинации за Оскар за ролите ѝ в „Буги нощи“ (1997), „Краят на аферата“ (1999), „Далеч от рая“ (2002) и „Часовете“ (2002). я същи имаше успех с „Големият Лебовски“ (1998), „Магнолия“ (1999) и „Ханибал“ (2001). До 2010 г. обаче като че ли Мур е позабравена от критиката и Академията, докато не се завръща със „Смяна на играта“, за който получава Златен глобус и Еми. 2014 година е ключова за Джулиан. Тя участва във филм от поредицата „Игрите на глада“, „Карта на звездите“ (с награда за най-добра женска роля на филмовия фестивал в Кан) и „Все още Алис“, за която роля обира всички награди, за които е номинирана, включително Оскар и Златен глобус за невероятно си превъплъщение в болната от Алцхаймер Алис.
Омъжена е за режисьора Барт Фройндлих, от когото има 2 деца.

## Интересни факти
Джулиан работи за кратко като сервитьорка в Бостън. Синът ѝ Кал се ражда на 4 декември 1997 г., а дъщеря ѝ Лив Хелън – на 11 април 2002 г. Баща им е режисьорът Барт Фройндлих. Мур поддържа мнението, че жените имат право да правят аборт, ако го искат.
От 21 ноември 1983 до 12 октомври 1985 г. е омъжена за Сундар Чакраварти, с когото се развежда. Развод получава и от Джон Гулд Рубин, за когото е омъжена от 3 май 1986 до 25 август 1995 г. Сегашният ѝ съпруг е режисьорът Барт Фройндлих, като сватбата им е на 23 август 2003 г.
Когато се записва в актьорската гилдия, нейното име е все още Джули Ан Смит, и изглеждало, че каквато и промяна да направи по него, винаги някой вече се бил регистрирал под същото име. Тогава тя съчетала първите си две имена (Джули Ан) и взела за фамилно име бащиното име на своя баща.
След като Джоди Фостър отказва да поеме ролята в Ханибал (2001), няколко актриси били взети под внимание. Мур печели ролята, като нейни съпернички са имена като Хелън Хънт, Джилиан Андерсън и Кейт Бланшет.
За да изиграе още по-убедително ролята си в Safe (1995) на домакиня, страдаща от заболяване на имунната система, тя отслабва с близо 5 кг и придобива още по-изпит вид.
Брат ѝ Пийтър Мур Смит е писател и автор на книгата Raveling, чиито права за филмиране Джулиан е купила.
В ноемврийския брой на Ентътейнмънт уийкли от 1998 г. Мур попада в списъка на „25-те най-велики актриси на 90-те“.
Списание Пийпъл я избира за една от „50-те най-красиви“ (2001).

## Номинации и награди
По-важни награди и номинации:
Мур е номинирана за Оскар 5 пъти
- през 2015 г. за главна женска роля във „Все още Алис“ (2014)
- през 2003 г. за главна женска роля във „Far from Heaven“ (2002)
- през 2003 г. за поддържаща женска роля в „Часовете“ (2002)
- през 2000 г. за главна женска роля в „Краят на аферата“ (1999)
- през 1998 г. за поддържаща женска роля в „Буги нощи“ (1997)

Златен глобус
- през 2015 г. за главна женска роля във „Все още Алис“ (2014)
- през 2015 г. за главна женска роля (комедия/мюзикъл) в „Карта към звездите“ (2014)
- през 2013 г. за главна женска роля в минисериал или телевизионен филм в „Смяна на играта“ (2012)
- през 2011 г. за главна женска роля (комедия/мюзикъл) в „Децата са наред“ (2010)
- през 2010 г. за поддържаща женска роля в „Самотен мъж“ (2009)
- през 2003 г. за главна женска роля в „Далеч от рая“ (2002)
- през 2000 г. за главна женска роля в „Краят на аферата“ (1999)
- през 2000 г. за главна женска роля (комедия/мюзикъл) в „Идеалният мъж“ (1999)
- през 1998 г. за поддържаща женска роля в „Буги нощи“ (1997)
- през 1994 г. за най-добър състав в „Кратки пътища“ (1993)

Награди Еми
- през 2013 г. за главна женска роля в минисериал или телевизионен филм в „Смяна на играта“ (2012)

БАФТА
- през 2015 г. за главна женска роля във „Все още Алис“ (2014)
- през 2011 г. за главна женска роля във „Децата са наред“ (2010)
- през 2003 г. за поддържаща женска роля в Часовете
- през 2000 г. за главна женска роля в „Краят на аферата“

## Филмография
| Година      | Филм                                        | Оригинално заглавие                   | Роля                    | Бележки |
| ----------- | ------------------------------------------- | ------------------------------------- | ----------------------- | --- |
| 1984        |                                             | The Edge of Night                     | Кармен Енглър           | телевизионен сериал, 1 епизод |
| 1985/1987   | Докато свят светува                         | As the World Turns                    | Франи Хюз               | телевизионен сериал, 18 епизода |
| 1987        | Ще превзема Манхатън                        | I'll Take Manhattan                   | Индия Уест              | телевизионен минисериал |
| 1989        |                                             | Money, Power, Murder                  | Пеги Лин Брейди         | телевизионен филм |
| 1990        | Разкази от тъмната страна                   | Tales from the Darkside: The Movie    | Сюзан                   | |
| 1990        |                                             | B.L. Stryker                          | Тина                    | телевизионен сериал, 1 епизод |
| 1991        | Смъртоносно заклинание                      | Cast a Deadly Spell                   | Кони Стоун              | телевизионен филм |
| 1991        |                                             | The Last to Go                        | Марси                   | телевизионен филм |
| 1992        | Ръката, която люлее люлката                 | The Hand That Rocks the Cradle        | Марлийн Крейвън         | - номинация – Сатурн за най-добра актриса в поддържаща роля. |
| 1992        |                                             | The Gun in Betty Lou's Handbag        | Елинор                  | |
| 1993        | Тяло на показ                               | Body of Evidence                      | Шарън Дюлани            | |
| 1993        | Бени и Джун                                 | Benny & Joon                          | Рути                    | |
| 1993        | Беглецът                                    | The Fugitive                          | доктор Ан Истман        | |
| 1993        | Кратки пътища                               | Short Cuts                            | Мариан Уайман           | |
| 1994        | Ваня на 42-ра улица                         | Vanya on 42nd Street                  | Йелена                  | |
| 1995        | Съквартиранти                               | Roommates                             | Бет Холзцек             | |
| 1995        | Безопасност                                 | Safe                                  | Карол Уайт              | |
| 1995        | Девет месеца                                | Nine Months                           | Ребека Тайлър           | |
| 1995        | Атентатори                                  | Assassins                             | Електра                 | |
| 1996        | Да устоиш на Пикасо                         | Surviving Picasso                     | Дора Маар               | |
| 1997        | Изгубеният свят: Джурасик парк              | The Lost World: Jurassic Park         | доктор Сара Хардинг     | |
| 1997        | Следи от детството                          | The Myth of Fingerprints              | Мия                     | |
| 1997        | Буги нощи                                   | Boogie Nights                         | Амбър Уейвс             | - Сателит за най-добра актриса в поддържаща роля в драматичен филм. - номинация – Оскар за най-добра поддържаща женска роля. - номинация – Златен глобус за най-добра поддържаща актриса.                                   |
| 1997        | Hellcab                                     |                                       |                         | |
| 1998        | Големият Лебовски                           | The Big Lebowski                      | Моуд Лебовски           | - номинация – Сателит за най-добра актриса в поддържаща роля в мюзикъл или комедия. |
| 1998        | Психо                                       | Psycho                                | Лайла Крейн             | |
| 1999        | Наследството на Куки                        | Cookie's Fortune                      | Кора Дювал              | |
| 1999        | Идеалният мъж                               | An Ideal Husband                      | Лора Чевъли             | - номинация – Златен глобус за най-добра актриса в мюзикъл или комедия. - номинация – Сателит за най-добра актриса в мюзикъл или комедия.                                                                                   |
| 1999        |                                             | A Map of the World                    | Тереза Колинс           | |
| 1999        | Краят на аферата                            | The End of the Affair                 | Сара Майлс              | - номинация – Оскар за най-добра женска роля. - номинация – Награда на БАФТА за най-добра актриса в главна роля. - номинация – Златен глобус за най-добра актриса в драматичен филм.                                        |
| 1999        | Магнолия                                    | Magnolia                              | Линда Партридж          | |
| 2000        | Мъж на всички жени                          | The Ladies Man                        | Одри                    | |
| 2000        |                                             | Not I                                 |                         | късометражен филм |
| 2001        | Ханибал                                     | Hannibal                              | Кларис Старлинг         | - номинация – Сатурн за най-добра актриса. |
| 2001        | Еволюция                                    | Evolution                             | доктор Алисън Рийд      | |
| 2001        | Местни новини                               | The Shipping News                     | Уави Проуз              | |
| 2001        | На запад                                    | World Traveler                        | Дулси                   | |
| 2002        | Далеч от рая                                | Far from Heaven                       | Кати Уитакър            | - номинация – Оскар за най-добра женска роля. - номинация – Златен глобус за най-добра актриса в драматичен филм. - номинация – Сателит за най-добра актриса в драматичен филм. - номинация – Емпайър за най-добра актриса. |
| 2002        | Часовете                                    | The Hours                             | Лора Браун              | - номинация – Оскар за най-добра поддържаща женска роля. - номинация – Награда на БАФТА за най-добра актриса в поддържаща роля. - номинация – Сателит за най-добра актриса в поддържаща роля в драматичен филм.             |
| 2004        | Мари и Брус                                 | Marie and Bruce                       | Мари                    | |
| 2004        | Закони на привличането                      | Laws of Attraction                    | Одри Удс                | |
| 2004        | Забравените                                 | The Forgotten                         | Тели Парета             | - номинация – Сатурн за най-добра актриса. |
| 2005        |                                             | The Prize Winner of Defiance, Ohio    | Евелин Райън            | - номинация – Сателит за най-добра актриса в драматичен филм. |
| 2005        | Вярвай му                                   | Trust the Man                         | Ребека                  | |
| 2006        | Фрийдъмленд                                 | Freedomland                           | Бренда Мартин           | |
| 2006        | Децата на хората                            | Children of Men                       | Джулиан                 | |
| 2007        | Следващ                                     | Next                                  | Кали Ферис              | |
| 2007        | Няма ме                                     | I'm Not There                         | Алис                    | |
| 2007        | Дивашка благодат                            | Savage Grace                          | Барбара Дейли Байкеланд | |
| 2008        | Слепота                                     | Blindness                             |                         | - номинация – Сатурн за най-добра актриса. |
| 2008        | Орлово око                                  | Eagle Eye                             | ARIIA (глас)            | |
| 2009        | Живот на парчета                            | The Private Lives of Pippa Lee        | Кат                     | |
| 2009        | Самотен мъж                                 | A Single Man                          | Шарлот                  | - номинация – Златен глобус за най-добра поддържаща актриса. |
| 2009        | Клоуи                                       | Chloe                                 | Катрин                  | |
| 2010        | Подслон                                     | Shelter                               | Кара                    | |
| 2010        | Децата са добре                             | The Kids Are All Right                | Джулс                   | - номинация – Награда на БАФТА за най-добра актриса в главна роля. - номинация – Златен глобус за най-добра актриса в мюзикъл или комедия. - номинация – Сателит за най-добра актриса в мюзикъл или комедия.                |
| 2011        | Оглупели от любов                           | Crazy, Stupid, Love.                  | Емили Уийвър            | |
| 2012        | Промяна на играта                           | Game Change                           | Сара Пейлин             | телевизионен филм - Златен глобус за най-добра актриса в минисериал или телевизионен филм. - Сателит за най-добра актриса в минисериал или телевизионен филм.                                                               |
| 2012        | Какво знаеше Мейзи                          | What Maisie Knew                      | Сузана                  | |
| 2012        | Да бъдеш Флин                               | Being Flynn                           | Джоди Флин              | |
| 2009 – 2013 | Рокфелер плаза 30                           | 30 Rock                               | Нанси Донован           | телевизионен сериал, 7 епизода |
| 2013        | Дон Джон                                    | Don Jon                               | Естер                   | |
| 2013        | Английският учител                          | The English Teacher                   | Линда Синклеър          | |
| 2013        | Кери                                        | Carrie                                | Маргарет Уайт           | |
| 2014        | Директен полет                              | Non-Stop                              | Джен Съмърс             | |
| 2014        | Карта към звездите                          | Maps to the Stars                     | Хавана                  | - номинация – Златен глобус за най-добра актриса в мюзикъл или комедия. |
| 2014        | Все още Алис                                | Still Alice                           | д-р Алис Хауленд        | - Оскар за най-добра женска роля. - Награда на БАФТА за най-добра актриса в главна роля. - Златен глобус за най-добра актриса в драматичен филм. - Сателит за най-добра актриса.                                            |
| 2014        | Игрите на глада: Сойка-присмехулка – част 1 | The Hunger Games: Mockingjay – Part 1 | Алма Коин               | |
| 2014        | Седмият син                                 | Seventh Son                           | Малкин                  | |
| 2015        |                                             | Freeheld                              | Лоръл Естър             | |
| 2015        |                                             | Maggie's Plan                         | Джорджет                | |
| 2015        | Игрите на глада: Сойка-присмехулка – част 2 | The Hunger Games: Mockingjay – Part 2 | Алма Коин               | |
| 2024        | Стая в съседство                            | La habitación de al lado              | Ингрид                  | |